# Marie Schölzel
Marie Schölzel est une joueuse allemande de volley-ball née le 1er août 1997 à Berlin. Elle mesure 1,88 m et joue au poste de centrale. Elle totalise 41 sélections en équipe d'Allemagne.

## Biographie
Le 11 mars 2025, elle remporte la Challenge Cup après la victoire de son équipe de Rome lors du match retour de la finale face au Chieri '76.

## Clubs
| Club                        | De        | À         |
| --------------------------- | --------- | --------- |
| SG Rotation Prenzlauer Berg | 2006-2007 | 2011-2012 |
| VC Olympia Berlin           | 2012-2013 | 2014-2015 |
| Schweriner SC               | 2015-2016 | 2018-2019 |
| USC Münster                 | jan 2019  | mai 2019  |
| Schweriner SC               | 2019-2020 | …         |

## Palmarès
- Championnat d'Allemagne
  - Vainqueur : 2017, 2018, 2023.
- Coupe d'Allemagne
  - Vainqueur : 2021
  - Finaliste : 2017.
- Supercoupe d'Allemagne
  - Vainqueur :2017, 2018, 2019, 2020.